# GeneCards
GeneCards(유전자카드)는 모든 알려진 유전자와 예측된 인간 유전자에 대한 게놈, 단백질, 전사체, 유전자 및 기능 정보를 제공하는 개별 인간 유전자의 데이터베이스이다. 바이츠만 과학 연구소(Weizmann Institute of Science)의 크라운 휴먼 게놈 센터(Crown Human Genome Center)에서 개발 및 유지 보수하고 있다.

## 같이 보기
- 인간 게놈 프로젝트
- 게놈 맵